# قرية (بعبدا)
قرية  هي إحدى القرى اللبنانية من قرى قضاء بعبدا في محافظة جبل لبنان.